# Y 2200
Les Y 2200 sont des locotracteurs légers de la SNCF.

## Utilisation
À leur mise en service, ils étaient destinés à accélérer l'élimination des petites machines à vapeur encore présentes dans de nombreuses gares et ateliers, ainsi que des animaux de manœuvre (chevaux, bœufs) et des systèmes à cabestan.
Aujourd'hui tous radiés, certains subsistent encore comme LOCMA (LOCotracteur de MAnœuvre) dans des dépôts et ateliers. Immatriculés en tant que gros outillage, ils ne peuvent en aucun cas sortir de leur établissement. De très nombreux autres exemplaires ont été et sont encore utilisés sur des embranchements particuliers. Des chemins de fer touristiques à voie normale possèdent également ces petits locotracteurs, leur robustesse, leur fiabilité ainsi que leur petite taille étant fortement appréciées.

## Sous-séries
- Y 2201 à 2249, construits par Moyse de 1956 à 1958, disposent d'un moteur Poyaud 2PDT de 44 kW.
- Y 2250 à 2320, construits par Decauville de 1959 à 1960. Leur conception est exactement identique à la première sous-série.
- Y 2320 à 2340, construits par Decauville de 1956 à 1960, motorisés par un diesel Agrom 3 cylindres de 40 kW.

Côté transmission, ces engins ont la particularité de disposer d'une boîte à huit vitesses et deux rapports, ce qui facilite bon nombre d'opérations de manœuvre à effectuer à très faible vitesse sans pour autant que l'engin soit trop lent : sur le petit rapport, la vitesse maximale de l'engin est de 14,2 km/h.

## Effectifs par réseaux des 1er janvier 1958[1], 1966[2],[3]jusqu’à celui de 1973[4]et Dépôts titulaires[4],[5],[6]
- Réseau Est - 1 : 10[1], 24[2],[3], 25[4]
- Réseau Nord - 2 : 10[1], 21[2],[3],[4]
- Réseau Ouest - 3 : 10[1], 25[2],[3],[4]
- Réseau Sud-Ouest - 4 : 13[2],[3],[4]
- Réseau Sud-Est - 5 : 1[1], 24[2],[3], 56[4]
- Réseau Méditerranée - 6 : 1[1], 33[2],[3]
- La Villette[4],[6]
- Chalindrey[4],[5],[6]
- Mohon[4]
- Metz[4],[5],[6]
- Thionville[4]
- Strasbourg[4],[5],[6]
- La Plaine[4],[5],[6]
- Aulnoye[4],[5]
- Lens[4],[5]
- Longueau[4],[5]
- Achères[4],[5],[6]
- Le Mans[4],[5],[6]
- Sotteville[4],[5],[6]
- Caen[4],[5],[6]
- Rennes[4],[5]
- La Rochelle[4]
- Nantes[4],[5],[6]
- Tours - Saint-Pierre-des-Corps[4],[5]
- Hendaye[4],[5],[6]
- Brive[4],[5]
- Toulouse[4],[5]
- Tarbes[4],[5],[6]
- Bordeaux - Saint-Jean[4],[5]
- Villeneuve[4],[5]
- Nevers[4],[5],[6]
- Dijon-Perrigny[4],[5],[6]
- Vénissieux[4],[5],[6]
- Chambéry - Challes-les-eaux[4],[5],[6]
- Marseille-Blancarde[4],[5],[6]
- Nîmes[4],[5],[6]
- Avignon[5],[6]
- Limoges[6]

## Préservation
- Y 2228 : préservé par la TRANSVAP ;
- Y 2231 : préservé par l'association Métro à Wassy ;
- Y 2261 : exposé en monument devant l'entrée du Musée Jean le Mineur à Noyant-d’Allier ;
- Y 2262 : préservé en état de marche par le Vélorail de la Vallée du Spin à Dieuze ;
- Y 2275 : exposé en monument devant l'entrée du musée Trainland ;
- Y 2290 : préservé par l'Amicale Caen-Flers (ACF) ;
- Y 2291 : préservé par la Cité du Train ;
- Y 2296 : préservé par le Train Touristique Étretat-PAys de Caux (TTEPAC) ;
- Y 2306 : préservé par l'association Rail 52 à Veuxhaulles-sur-Aube ;
- Y 2319 : anciennement préservé par la TRANSVAP, ferraillé en 1997 à la suite de l'incendie du dépôt de la TRANSVAP ;
- Y 2330 : préservé par le Train des Mouettes (TdM).

## Modélisme
Les Y 2200/2300 ont été reproduits à l'échelle HO par les artisans Télétrain et Haxo-Modèle, sous forme de kit à monter en laiton, ainsi que par REE Modèles en production industrielle.